# Ghiacciaio Byrd (Terra della Regina Maud)
Il ghiacciaio Byrd (in norvegese: "Byrdbreen") è un ghiacciaio lungo circa 74 km e largo 20, situato sulla costa della Principessa Ragnhild, nella Terra della Regina Maud, in Antartide. Il ghiacciaio si trova in particolare nei monti Sør Rondane, dove fluisce verso nord-ovest scorrendo tra il monte Bergersen e il monte Balchen.

## Storia
Il ghiacciaio Byrd è stato mappato nel 1957 da cartografi norvegesi grazie a fotografie aeree scattate nel corso dell'operazione Highjump, 1946-1947, ed è stato in seguito così battezzato in onore del contrammiraglio Richard Evelyn Byrd, della marina militare statunitense, comandante della suddetta operazione.